# Ralph Wrenn
Ralph Wrenn (... – 26 marzo 1692) è stato un ufficiale inglese.

## Biografia
Il 18 aprile 1672 Wrenn fu nominato comandante del brulotto Hopewell, e l'anno successivo del dogre Rose. Dopo la pace con la Repubblica delle Sette Province Unite fu tenente della Riserva; nel 1677 ottenne il comando del brulotto Young Spragge; nel 1679 fu tenente dell'HMS Kingfisher nel Mediterraneo con Morgan Kempthorne, ed era ancora nel maggio 1681, quando combatté una brillante azione contro sette battelli dei pirati algerini. Dopo la morte di Kempthorne, Wrenn prese il comando e sconfisse il nemico. Il suo valore fu ricompensata da una promozione al comando dell'HMS Nonsuch il 9 agosto 1681.
Nel maggio 1682 fu trasferito sull'HMS Centurion, a bordo del quale, ancora nel Mediterraneo, fu riconfermato nel maggio 1685. Nel 1687-1688 comandò l'HMS Mary Rose, e nel settembre 1688 fu nominato all'HMS Greenwich, una delle navi di stanza nel Nore con Lord George Legge, I barone Dartmouth, da questa nomina è stato sostituito dopo la Gloriosa rivoluzione.

### La Jamaica Station
Nel 1690, tuttavia, fu nominato all'HMS Norwich, nave da quarantotto cannoni, e nell'ottobre 1691 fu posto al comando della Jamaica Station.
Salpò da Plymouth il 26 dicembre, e arrivò alle Barbados il 16 gennaio 1691-1692, dove la forza della Jamaica Station consisteva nella Mary e, oltre al Norwich, cinque di quarta classe dai quaranta ai cinquanta cannoni.
Aveva l'ordine di inviare una di queste a mantenere il commercio con la Giamaica; ma, avendo ricevuto la notizia che i francesi avevano più navi di quanto si pensasse, ne distaccò due in questo compito. Ricevuto un rapporto che indicava uno squadrone di nove navi francesi in navigazione al largo delle Barbados, rafforzò la sua forza affittando due navi mercantili, e prese il mare il 30 gennaio.
Non incontrando il nemico durante una crociera di cinque giorni, ritornò alle Barbados, e, apprendendo che l'intera flotta francese era andata in Giamaica, salpò di nuovo il 17 febbraio.
Il 21 al largo di La Désirade avvistò la flotta francese di più di tre volte più grande: diciotto navi da quaranta ai sessanta cannoni, con circa sei o sette brulotti e battelli. Di fronte a tale potenza di fuoco Wrenn preferì ritirarsi, ma fu la mattina seguente fu attaccato dall'intera flotta. Dopo un'azione durata quattro ore, Wrenn riuscì a ritirarsi senza danni con "l'azione più coraggiosa compiuta nelle Indie Occidentali durante la guerra".
Raggiunse le Barbados, dove una malattia portò via un gran numero di uomini, tra cui lo stesso Wrenn.